# Piscine Balard
Pour les articles homonymes, voir Balard.
La piscine Balard est une piscine parisienne. Elle est située 5b avenue de la Porte de Sèvres, dans l'Hexagone Balard, dans le 15e arrondissement.

## Description
Cette piscine comporte un bassin de quatre lignes d'eau.

## Desserte
La piscine est desservie par la station Balard, sur la ligne 8 du métro et la ligne 3a du tramway.